# Cluster One (Grupo Um)
" Cluster One ", uma faixa instrumental, é a faixa de abertura do álbum de 1994 do Pink Floyd, The Division Bell .  

## História
É a primeira colaboração do Pink Floyd entre Richard Wright e David Gilmour desde a música "Mudmen", do álbum Obscured by Clouds de 1972 .
A peça nunca foi tocada ao vivo pela banda, embora partes dela tenham sido incluídas na fita  com montagens tocada antes dos shows de 1994. </link>
O barulho que abre a faixa causou certa confusão entre os fãs em 1994, que não tinham certeza, ao tocar o álbum pela primeira vez, se sua cópia estava com defeito ou não, já que o barulho dura pouco mais de 1 minuto antes de qualquer música começar. De acordo com uma entrevista com Andy Jackson, engenheiro de gravação do álbum, esse ruído é o ruído eletromagnético do vento solar.  Mais precisamente, este som é um registro de frequência muito baixa do coro do amanhecer  e esféricos,  eventos de rádio, respectivamente, devido à interferência do vento solar na magnetosfera da Terra, e emissões de rádio de raios que interferem na ionosfera; este som foi confundido com o movimento e rachaduras da crosta terrestre. 

## Pessoal
- David Gilmour – guitarras
- Nick Mason – bateria, percussão
- Richard Wright – piano, sintetizadores Kurzweil, órgão Hammond